# 국제 카누 연맹
국제 카누 연맹(International Canoe Federation)은 카누를 관할하는 국제 스포츠 연맹이다.

## 같이 보기
- 국제 하계 올림픽 종목 협의회
- 카누
- 카약
- 패들